# Cyathea dyeri
Cyathea dyeri är en ormbunkeart som beskrevs av Sod. Cyathea dyeri ingår i släktet Cyathea och familjen Cyatheaceae. Inga underarter finns listade.